# Miracle en Alabama (film, 1962)
Pour plus de détails, voir Fiche technique et Distribution.
Miracle en Alabama (The Miracle Worker) est un film américain d'Arthur Penn sorti en 1962. Il est inspiré de l'histoire d'Helen Keller relatée dans son autobiographie Sourde, muette, aveugle : histoire de ma vie (The Story of My Life) (1903) et de son éducatrice Anne Sullivan.
Il s'agit de la troisième adaptation du texte de William Gibson The Miracle Worker par Arthur Penn, après une production télévisuelle et une pièce de théâtre.

## Synopsis
Les parents d'une fillette devenue aveugle et sourde alors qu'elle était encore bébé, font appel à une institutrice spécialisée, elle-même mal-voyante.
Helen Keller (Patty Duke) a 12 ans, elle n’entend plus, ne voit plus, et présente les symptômes apparents d'une déficience mentale sévère. Ses fonctions de communication étant très restreintes, sa famille a renoncé à l'idée de lui donner une quelconque éducation, tiraillée entre amour, pitié et sentiment de culpabilité.
Anne Sullivan (Anne Bancroft), éducatrice aux méthodes révolutionnaires, a l'intuition que les fonctions intellectuelles d'Helen sont intactes et va utiliser les sens dont elle dispose, toucher, goût, odorat, pour l'"éveiller". Considérée comme une domestique par ses employeurs, elle doit lutter à la fois contre l'opposition parfois violente de l'enfant enfermée dans un monde clos et les réticences de la famille. Elle n’a dans un premier temps aucune affinité avec Helen. Le défi est double, aider Helen à entrer dans une communication verbale et vaincre ses propres réticences à éprouver des sentiments.
La lutte est acharnée car Helen ne supporte aucune contrainte. Les parents ne voyant aucun progrès immédiat, deviennent hostiles envers Anne qui doit batailler ferme pour conserver la confiance d’un entourage de plus en plus sceptique. Anne maintient son pouvoir dominant. Tout l’équilibre relationnel tient sur cette étreinte fortement maintenue par une éducatrice déterminée à ne rien lâcher. La petite handicapée rebelle abandonne peu à peu ses instincts de résistance et accepte enfin de se soumettre à une loi, pour découvrir le langage et s'ouvrir au monde. Enfin les premiers résultats encourageants interviennent. Helen s’éveille, la transformation est foudroyante. Les combats enfin achevés, une longue étreinte finale unira ces deux esprits enfin apaisés.

## Fiche technique
- Titre original : The Miracle Worker
- Titre français : Miracle en Alabama
- Réalisation : Arthur Penn, assisté d'Ulu Grosbard (non crédité)
- Scénario : William Gibson d'après sa pièce Miracle en Alabama, inspirée de Sourde, muette, aveugle : histoire de ma vie (The Story of My Life) par Helen Keller
- Production : Fred Coe
- Société de production : Playfilm Productions
- Société de distribution : United Artists
- Musique : Laurence Rosenthal
- Photographie : Ernesto Caparrós
- Montage : Aram Avakian
- Direction artistique : George Jenkins
- Costumes : Ruth Morley
- Pays de production :  États-Unis
- Langue originale : anglais
- Format : Noir et blanc - 1,66:1 - Son : Mono
- Genre : Drame
- Durée : 106 minutes
- Dates de sortie :
  - États-Unis :  23 mai 1962 (New York) ; 28 juillet 1962 (sortie nationale)
  - France : 10 octobre 1962
- Affiche : Macario Gómez Quibus (Espagne)

## Distribution
- Anne Bancroft : Anne Sullivan
- Patty Duke : Helen Keller
- Victor Jory : capitaine Keller
- Inga Swenson : Kate Keller
- Andrew Prine : James Keller

## Récompenses
- Oscar 1963 : 

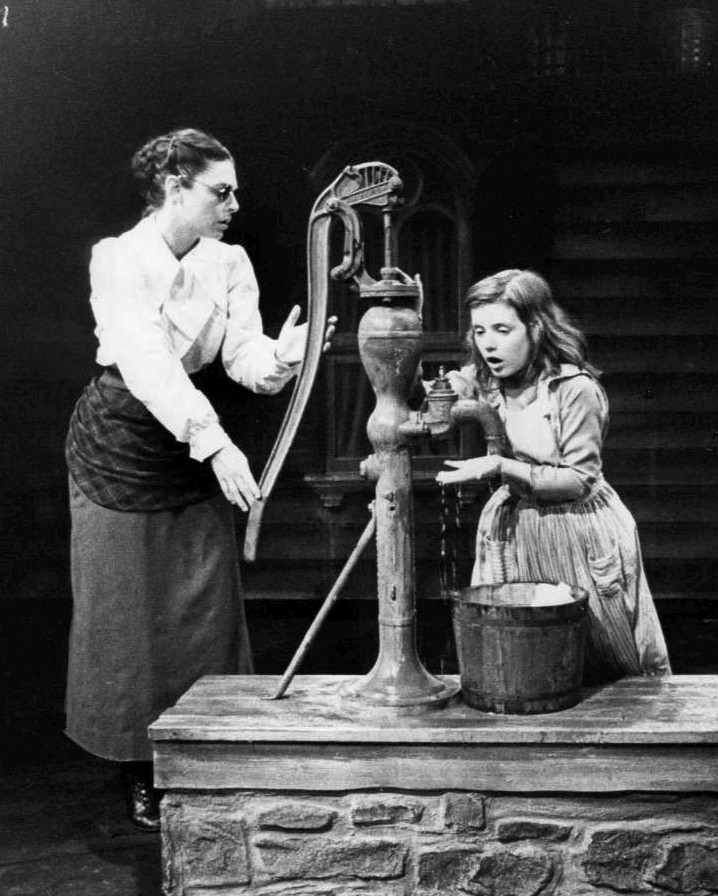
Anne Bancroft et Patty Duke dans la pièce
The Miracle Worker en 1960

  - Meilleure actrice : Anne Bancroft
  - Meilleur second rôle féminin : Patty Duke
- Festival international du film de San Sebastián 1962 :
  - Meilleure actrice : Anne Bancroft

## Production
C'est la troisième adaptation du texte de William Gibson The Miracle Worker par Arthur Penn : il a commencé par l'adapter en série télévisée en 1957 dans le cadre de la série Playhouse 90, avec comme actrice Teresa Wright (adaptation qui a été plusieurs fois nommée au Emmy Awards) puis en 1959 sur scène à Broadway, où la pièce a remporté les Tony Awards de la meilleure pièce, de la meilleure mise en scène et de la meilleure actrice pour Anne Bancroft.